# ファンダムネーム
ファンダムネーム（英: fandom name）とは、ファンダム（熱心なファンとその世界や文化）ごとの総称のことである。
特定のファンダムが「マイケル・ジャクソン・ファンダム」のように「○○・ファンダム」という形ではなく「ムーンウォーカーズ」のような固有の名称（固有名詞）をもつ場合、その名称がファンダムネームである。日本では「ファンダム名（ - めい）」「ファンネーム」「ファン名」「ファンネ」などともいうほか、思い思いの呼び方をする例がある。
オフィシャル認定のものと非公認のものがある。「ファンクラブ名」と同一視している例が散見されるが、「ファンダムネーム」はクラブに所属していない者を必ずしも除外するものではない。
また、「ファンの愛称」（cf. Category:ファンの愛称）は意味がかなり重複する表現であるが、前述したように「ファンダム」は、個々のファンのみならず、ファンが育んできたコミュニティや文化をも内包した語であり、「ファン」の愛称と「ファンダム」の愛称（ファンダムネーム）は自ずと違う。その意味で、「ファンダムネーム」を「ファンネーム」や「ファン名」と呼ぶ事は紛らわしい略称と言える。

## 例
ここでは特筆性が高いと思われる例を挙げる。なるべく時代や分野の異なるものを選ぶようにした。記載する順序の基準は、ファンダムの主体が世に出た時期、あるいは、世に出た時期が分からない場合、ファンダムができるほどの知名度を得た時期とする。
- ジェイナイト（英語版）（英：Janeite、cf. wikt:en）- ジェイン・オースティン（小説家）のファンダムネーム[6]。本人は1787年デビュー。
- リングヘッズ（英：Ringheads）- オペラ『ニーベルングの指環』のファンダムネーム[7]。作品は1869年9月22日初演。
- バーミーアーミー（英：Barmy Army）- クリケットイングランド代表チームのファンダムネーム[8]。主体のチームが最初の国際試合が行ったのは1877年3月15日。
- グーナーズ（英：Gooners）- アーセナルFC（サッカークラブ）のファンダムであるアーセナルFCサポーターズ（英語版）の別名。主体のクラブは1886年創設。[9][10]
- シャーロキアンズ（英：Sherlockians）- シャーロック・ホームズ・シリーズ（作品）のファンダムネーム[11]。作品は1887年初出。
- レッドソックス・ネーション（英語版）（英：Red Sox Nation）- ボストン・レッドソックス（野球チーム）のファンダムネーム[12]。主体のチームは1902年創設。ファンダムネームは1986年10月20日に生まれた。
- チーズヘッズ（英：Cheeseheads）- グリーンベイ・パッカーズ（アメリカンフットボール・チーム）のファンダムネーム[13]。主体のチームは1919年創設。
- ボビーソクサー（英語版）（英：Bobby soxer）- フランク・シナトラ（歌手、俳優）のファンダムネーム[14]。本人は1935年デビュー。
- ウィンディーズ（英：Windies）- 『風と共に去りぬ』（作品）のファンダムネーム[15]。作品は1936年刊行
- リンガーズ（英：Ringers）- J・R・R・トールキン原作の架空世界「中つ国（英：Middle-earth）」のファンダムネーム[16]。この世界の初出は1937年9月21日刊行の『ホビットの冒険』。
- AFOLs (cf. wikt:en) - レゴ (Lego) （玩具）のファンダムネーム[17]。単数形 "AFOL" を音写するなら「エフォール」あたりが近い。商品は1949年発売。
- ディーナーズ（英：Deaners）- ジェームズ・ディーン（俳優）のファンダムネーム[18]。本人は1951年デビュー。
- ビートルマニア（英：Beatlemania）- ビートルズ（音楽グループ）のファンダムネーム[19]。主体のグループは1960年デビュー。
  - アップルスクラフス（英語版）（英：Apple scruffs）- ビートルズの過激なファンのファンダムネーム。
- フーヴィアンズ（英：Whovians）- 『ドクター・フー』（テレビドラマ）のファンダムネーム。作品は1963年初放映。
- トレッキーズ、トレッカーズ（英：Trekkies, Trekkers）- スタートレック・シリーズ（ドラマ）のファンダムネーム[20]。作品は1966年初放映。
- ムーンウォーカーズ（英：Moonwalkers）- マイケル・ジャクソン（音楽家）のファンダムであるマイケル・ジャクソン・ファンダム（英語版）（英：Michael Jackson fandom）の日本におけるファンダムネーム。本人は1967年デビュー。
- キッスアーミー（英語版）（英：Kiss Army）- キッス（音楽グループ）のファンダムネーム。主体のグループは1973年デビュー。
- ホーガンマニアックス（英：Hulkamaniacs、cf. wikt:en）- ハルク・ホーガン（プロレスラー）のファンダムネーム[21]。本人は1977年8月デビュー。
- ゴーストヘッズ（英：Ghostheads）- 映画『ゴーストバスターズ』のファンダムネーム[22]。作品の封切りは1984年6月8日。
- ムーニーズ（英：Moonies）- 『美少女戦士セーラームーン』（作品）のファンダムネーム[23]。作品の初出は漫画雑誌『なかよし 1992年2月号』（1992年〈平成4年〉2月1日発売）。
- Fanyus（※発音は未確認）- 羽生結弦（フィギュアスケーター）のファンダムネーム[24]。本人のキャリアは1999年（平成11年）に始まる。
- リトルモンスターズ（英：Little Monsters）- レディー・ガガ（音楽家）のファンダムネーム[25]。本人は2005年デビュー。
- モノノフ（ローマ字表記：Mononofu）- ももいろクローバーZ（音楽グループ）のファンダムネーム。主体のグループは2008年（平成20年）5月結成。
- 父兄（ローマ字表記：Fukei）- さくら学院（音楽グループ）のファンダムネーム[26]。主体のグループは2010年（平成22年）4月デビュー。
- ブロニーズ / ペガシスターズ（英：bronies/pegasisters、cf. wikt:en,wikt:en）- テレビアニメ『マイリトルポニー〜トモダチは魔法〜』のファンダムネーム[27][28]。男女の性別で使い分ける。作品は2010年10月10日初放映。
- KHive（英語版） - カマラ・ハリス（政治家）のファンダムネーム[29]で、「ケイハイヴ」と読む。本人の政治家としてのキャリアは2010年の当選に始まる。
- アギーハガーズ（英：Uggie Huggers）- アイドル犬「アギー」のファンダムネーム[30]。犬は2002年生まれであるが、2011年4月になってブレイクした。
- クロームズ（英：Chromies）- カリフォルニアクローム（競走馬）のファンダムネーム[31]。馬は2013年4月デビュー。
- ご主人様 / お嬢様（ローマ字表記：Goshujin-sama / Ojō-sama） - BAND-MAID（音楽グループ）のファンダムネーム[32]。男女の性別で使い分ける。主体のグループは2013年（平成25年）7月24日デビュー。
- ジェイク・ポーラーズ（英：Jake Paulers）- ジェイク・ポール（YouTuber）のファンダムネーム[33]。本人は2013年9月20日に活動開始。

ここに挙げたジェイナイトあたりが最も古い時代に属する人や作品のファンダムネームである。さらに遡ろうとすると、例えばウィリアム・シェイクスピアに心酔するシェイクスピア崇拝（英：bardolatry、cf. wikt:en）のように異なる概念に基づく名称が見られる。

## ファンダムネームの一覧
詳細は、ファンダムネームの一覧を参照。